# Симиренковское
Симиренковское (укр. Симиренківське), до 2024 года — Мичуринское, село,
Старо-Мерчинский поселковый совет,
Богодуховский район,
Харьковская область.
Код КОАТУУ — 6321256004. Население по переписи 2001 г. составляет 331 (144/187 м/ж) человек.

## Географическое положение
Село Мичуринское находится в 2-х км от посёлка Газовое и в 3-х от железнодорожной станции Газовое, рядом большой садовый массив.

## История
- 1665 — дата основания.
- После ВОСР село было переименовано в Мичуринское в честь известного селекционера растений Мичурина.

## Объекты социальной сферы
- Школа I—III ст.